# Фалькензе
Фалькензе (нем. Falkensee) — город в Германии, в земле Бранденбург.
Входит в состав района Хафельланд.  Занимает площадь 43,26 км². Официальный код — 12 0 63 080.
Город подразделяется на 6 городских районов.

## Население
| Год  | Население |
| ---- | --------- |
| 1990 | 22 087    |
| 1995 | 24 273    |
| 2000 | 33 791    |
| 2005 | 38 376    |
| 2010 | 40 511    |
| 2015 | 42 634    |
| 2020 | 44 236    |

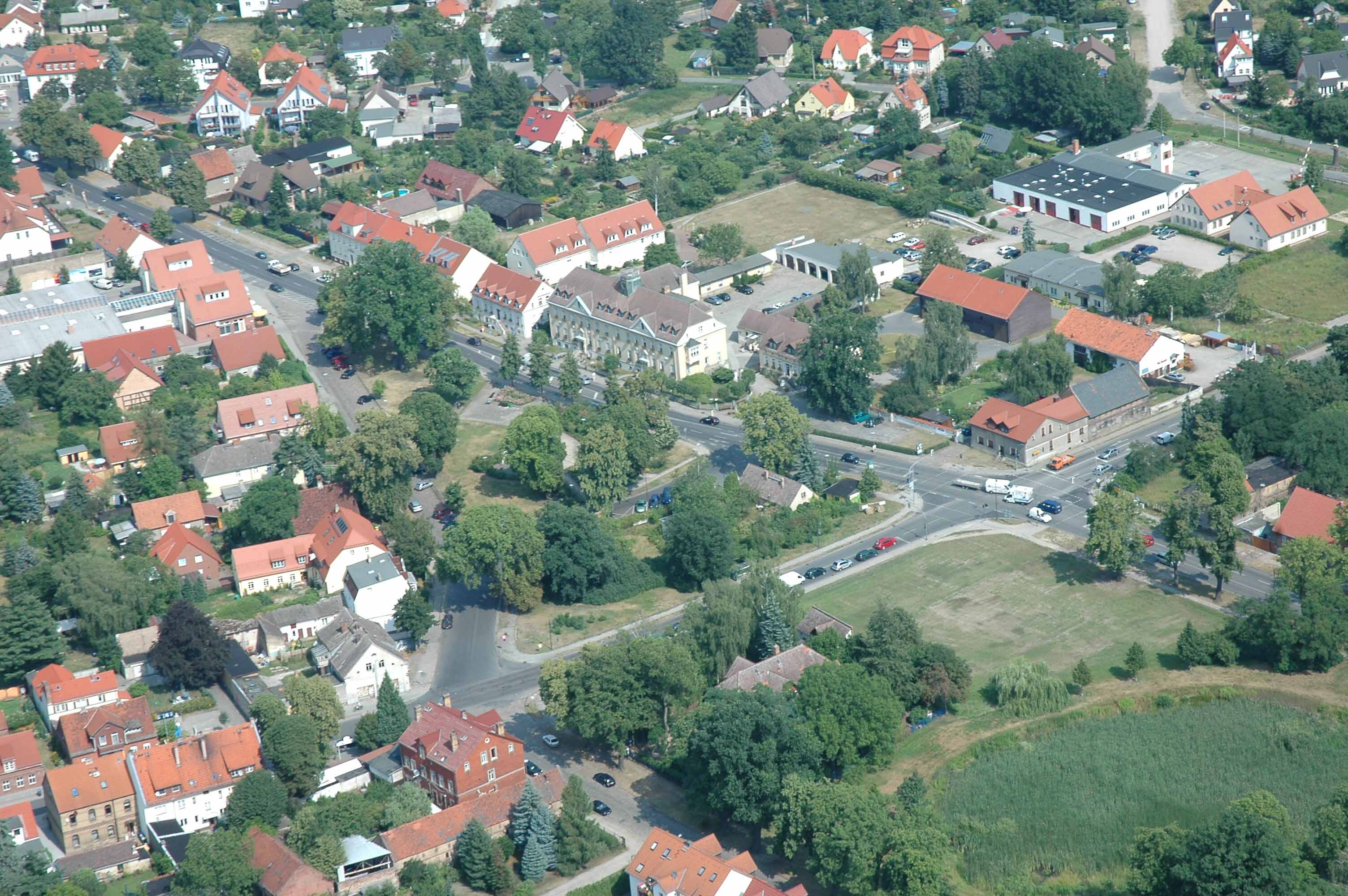
Ortszentrum mit dem Rathaus in der Bildmitte
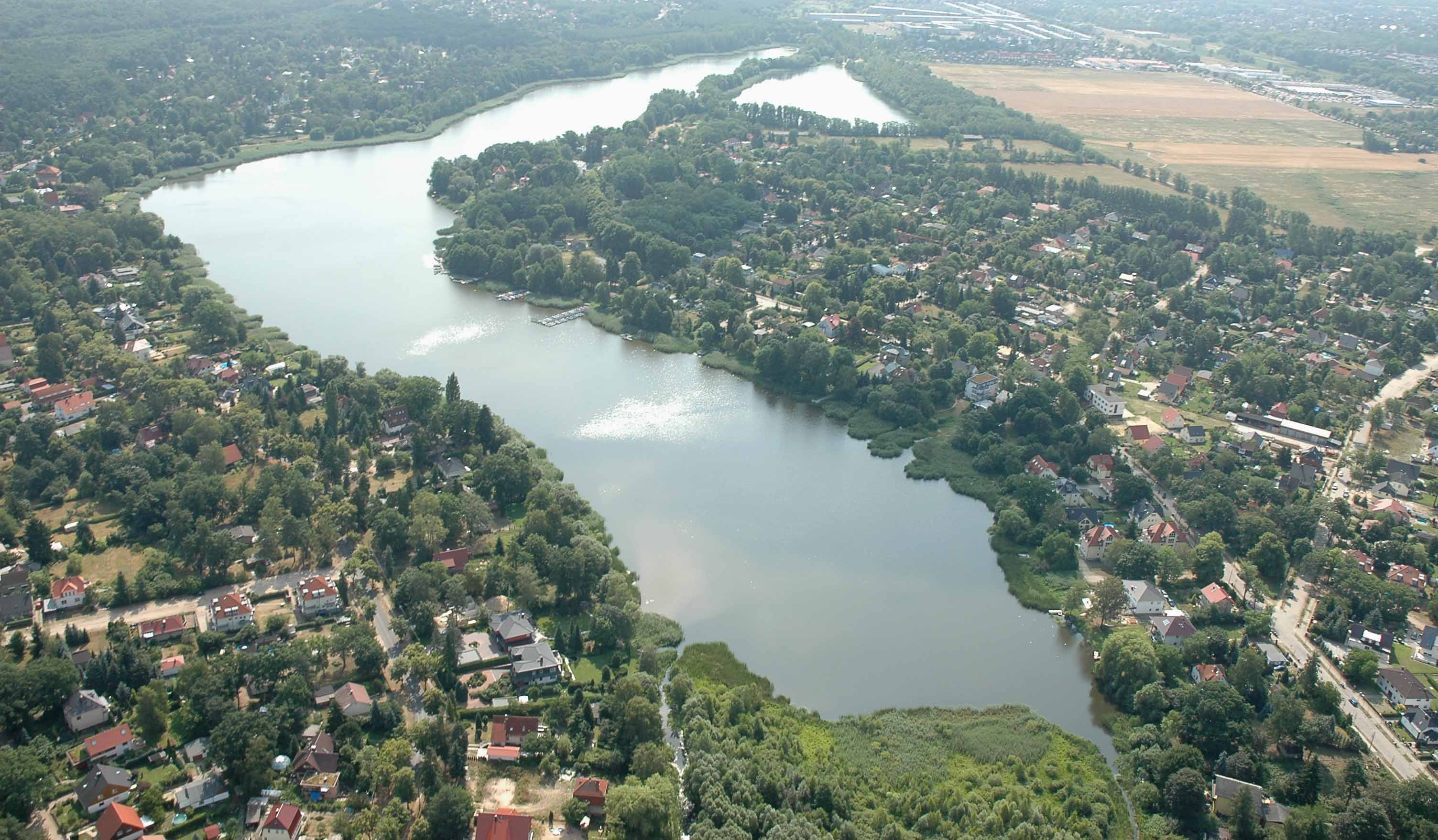
Blick auf den Falkenhagener See

## Уроженцы

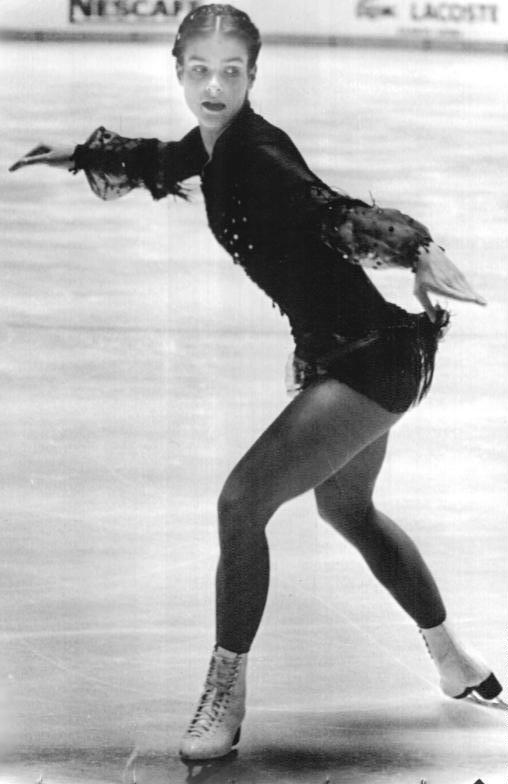
Витт в 1982 году

- Катарина Витт родилась 3 декабря 1965 года в Фалькензе.